# Hampeohypnum
Hampeohypnum là một chi rêu trong họ Hookeriaceae.